# Charles Cadogan, 8. Earl Cadogan
Charles Gerald John Cadogan, 8. Earl Cadogan  (* 24. März 1937 in Ballycastle, Schottland; † 11. Juni 2023) war ein britischer Unternehmer, Großgrundbesitzer und Philanthrop.

## Leben
Er war der einzige Sohn des William Cadogan, 7. Earl Cadogan, aus dessen erster Ehe mit Hon. Primrose Yarde-Buller, Tochter des John Yarde-Buller, 3. Baron Churston. Als Heir apparent seines Vaters führte er bis 1997 den Höflichkeitstitel Viscount Chelsea. Er besuchte das Eton College und diente als 2nd Lieutenant der Coldstream Guards.
Von 1963 bis 1982 war er Vorstandsmitglied des Fußballclubs FC Chelsea. Als sein Vater am 4. Juli 1997 starb, erbte er dessen Adelstitel als 8. Earl Cadogan, 8. Viscount Chelsea 10. Baron Cadogan und 6. Baron Oakley, einschließlich des damit verbundenen Sitzes im House of Lords. Der Parlamentssitz ging ihm mit Inkrafttreten des House of Lords Act 1999 wieder verloren.
Nach den Angaben des US-amerikanischen Magazins Forbes Magazine gehörte Cadogan zu den reichsten Briten. Über das Familienunternehmen Cadogan Estates hält seine Familie großen Landbesitz, insbesondere viele Grundstücke im Raum Chelsea, London.
2012 wurde er als Knight Commander des Order of the British Empire ausgezeichnet.
Er war dreimal verheiratet und hinterließ aus erster Ehe eine Tochter und zwei Söhne. Als er 2023 starb, erbte sein älterer Sohn Edward Charles Cadogan (* 1966) seine Adelstitel.